# Єхіель Членов
Єхіель Членов (Юхим Володимирович Членов; 1863 — 31 січня 1918 роки) — російський лікар і політик єврейського походження.

## Біографія
Народився у 1863 році в місті Кременчук. 
У молоді роки приєднався до народникам, однак погроми 1881 року спонукали відстоювати права єврейського народу. Вступив в сіоністську організацію.
У 1908 році обраний уповноваженим московського району.
У 1898 році до Членова перейшло управління справами національного фонду в Росії.
На шостому конгресі на запропонований Герцлем план колонізації Уганди Членів відповів виходом із залу засідання, і за його прикладом послідувало ще 128 делегатів. Надрукував серію статей під загальною назвою «Сіон і Африка» проти «територіалізму».
Членов був обраний в Actions-Comité,, згодом членом наглядової ради єврейського колоніального банку, потім, членом Діректоріума національного фонду. Був прихильником політичної, дипломатичної роботи. Однак вважав необхідною культурну роботу і колонізаційну діяльність в Палестині, вважаючи головним методом, так званий «викуп землі».
У 1909 році організував групу капіталістів для пристрою господарства на широких засадах (нині — поселення Мигдаль) і багато попрацював для Товариства допомоги євреям-землеробам в Сирії та Палестині.
Помер 31 січня 1918 року у Лондоні.